# ولاک

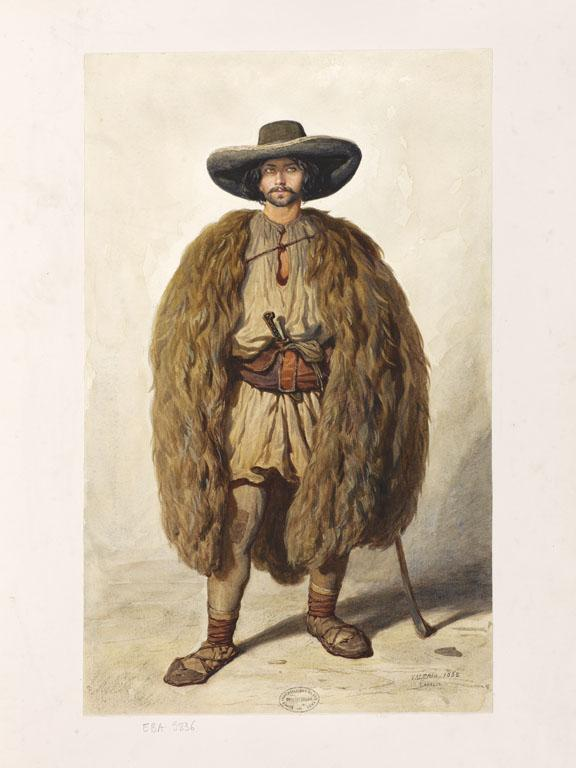
چوپان والاهی از زابالت، اثر: تئودور والریو، ۱۸۵۲ میلادی

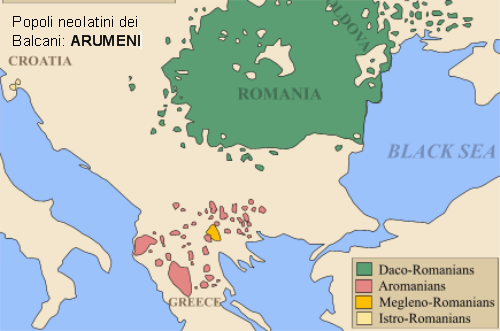
منطقه پراکنش ولاک‌ها در بالکان با رنگ سبز تیره نشان داده شده‌است.

ولاک یا ولاخ (به انگلیسی: Vlach) نامی‌است که به مردمان لاتینی‌شدهٔ اروپای شرقی، مرکزی و جنوب شرقی اروپا گفته می‌شود. ولاک از دید تاریخی دربرگیرندهٔ مردم رومانی، آرومن‌ها، مورلاک‌ها، مگلنورومن‌ها و ایسترورومن‌ها می‌باشد. تبار این مردمان به درستی آشکار نیست. آنان به زبان‌های رومی شرقی سخن می‌گویند. ولاک‌ها دارای گروه‌های قومی چندی‌اند و در ردازای زمان با قوم‌ها همسایه‌شان مانند اسلاوهای جنوبی، یونانی‌ها و آلبانیایی‌ها آمیخته شده‌اند.

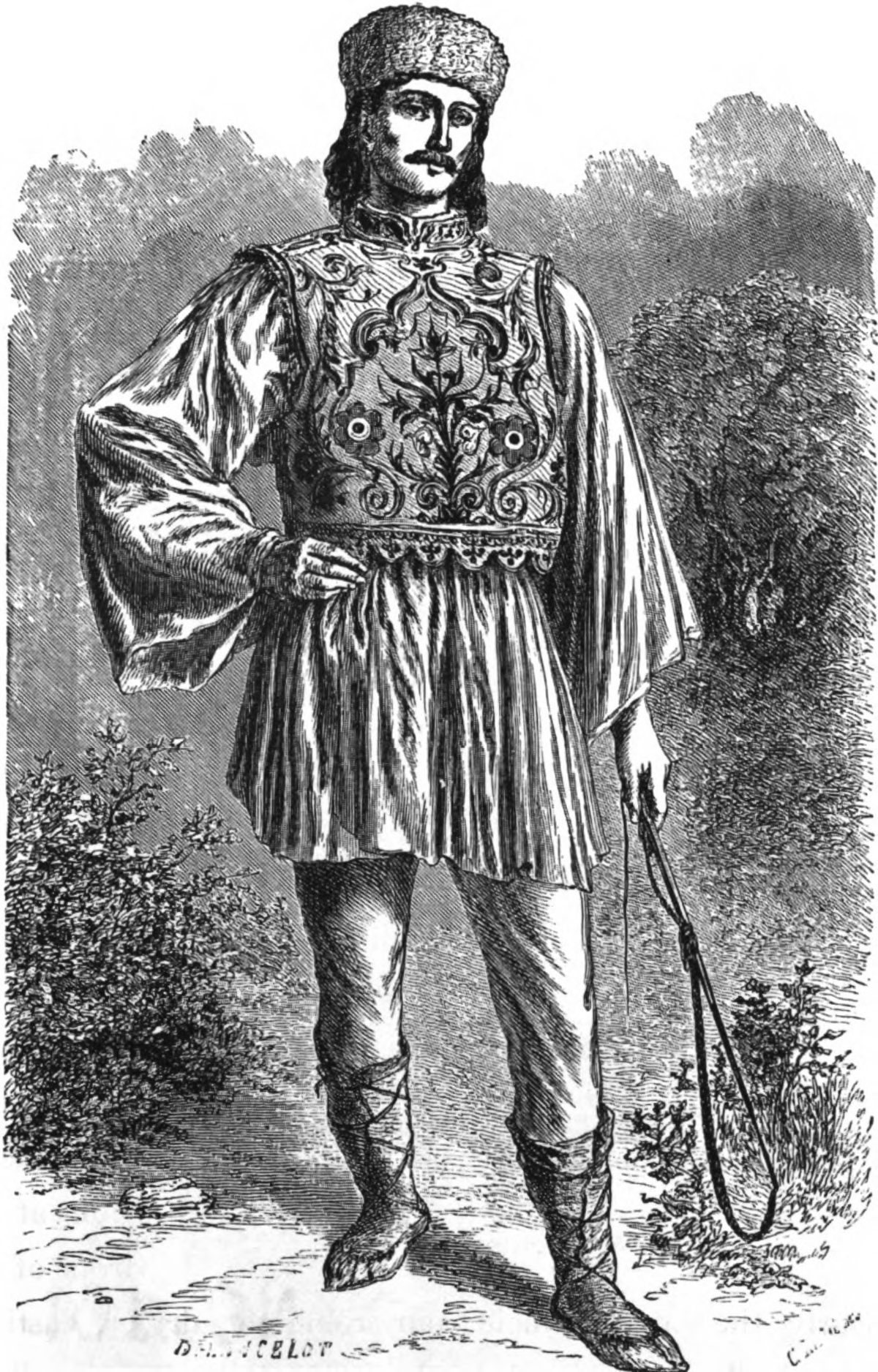
یک رعیت ولاک، سدهٔ نوزدهم میلادی

## واژه‌شناسی
ولاک از ریشهٔ واژهٔ Walha می‌باشد که در زبان‌های ژرمنی معنای بیگانه می‌دهد. ژرمن‌های باستان برای خواندن رومی‌زبانان و سلت‌ها از این واژه بهره می‌بردند. ممکن است این واژه در نهایت از نام یک قبیلهٔ سلت مشتق شده‌باشد. این واژه در زبان عربی به صورت جمع مکسر اولاق وام گرفته شده‌است.

## تاریخچه
نخستین بار در سدهٔ پنجم میلادی، پروکوپیوس از وجود چنین مردمانی رد بالکان یاد می‌کند. موسس خورناتسی تاریخ‌نویس ارمنی هم در سدهٔ هفتم میلادی از کشور بالاک یاد می‌کند. میان سده‌های دوازدهم تا چهاردهم میلادی، مردمان ولاک به تناوب خراج‌گزار پادشاهی مجارستان، امپراتوری روم شرقی و اردوی زرین بودند.